# Domena najwyższego poziomu
Domena najwyższego poziomu (ang. TLD – Top-Level Domain) – domena internetowa, powyżej której nie istnieją żadne inne domeny w systemie DNS. Są one tworzone i zarządzane przez IANA i ICANN.
Każda domena w Internecie składa się z pewnej liczby nazw, oddzielonych kropkami. Ostatnia z tych nazw jest domeną najwyższego poziomu. Na przykład w „pl.wikipedia.org” domeną najwyższego poziomu jest „org”.
Domeny najwyższego poziomu są używane w protokole DNS zamieniającym nazwy komputerów na ich adresy IP.
Istnieją następujące typy domen najwyższego poziomu:
- krajowe (ang. ccTLD – country code TLD) – zawsze dwuliterowe np. Polska – .pl
- funkcjonalne (ang. gTLD – generic TLD) np. .org, .biz, .info
- specjalne (ang. special-use TLD)[1] – domeny wymagające dedykowanych sposobów obsługi (zarówno sprzętowych, jak i programowych), opisanych w RFC[2][3][4], wśród których wyróżnia się typy:
  - infrastrukturalna – w tej grupie jest jedna domena: .arpa
  - testowe – widoczne w głównej bazie domen najwyższego poziomu[5]
  - przykladowe – do wykorzystania w dokumentacji np. example.com, example.org